# Pałac w Białowieży

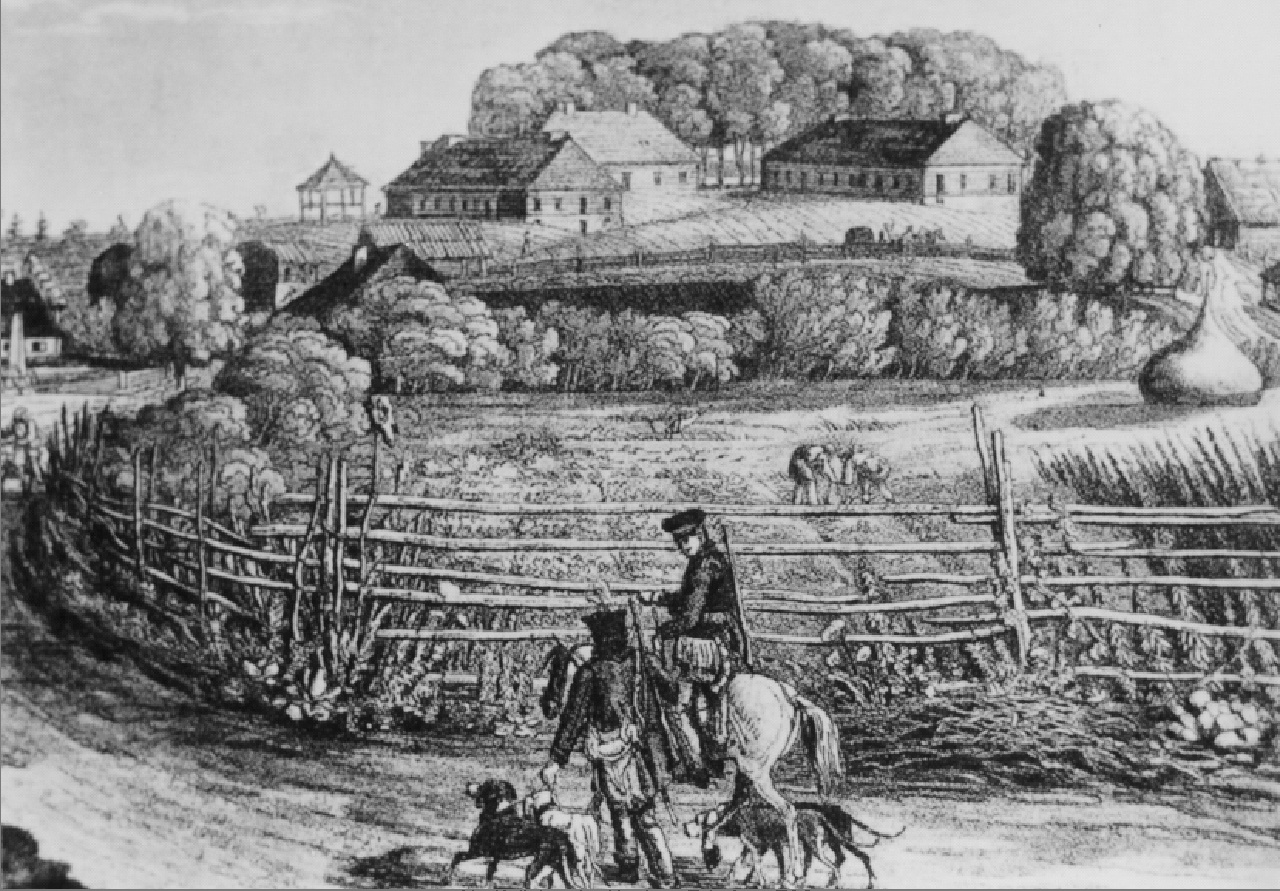
Rysunek Jakuba Sokołowskiego z 1821 przedstawiający dwór króla Augusta III Sasa z dwoma pawilonami dobudowanymi za Stanisława Augusta Poniatowskiego. Na skraju, po lewej widoczny jest obelisk.

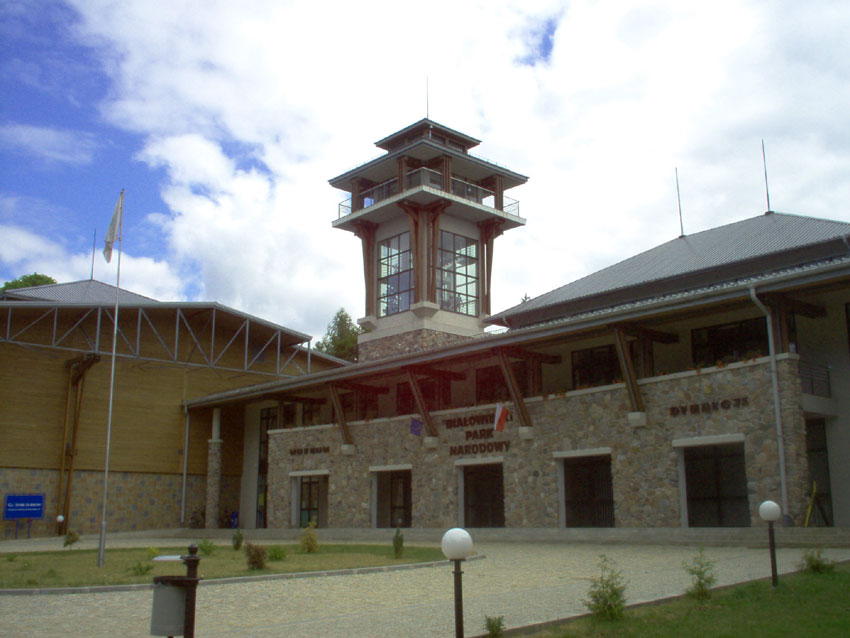
Budynek Białowieskiego Parku Narodowego stojący w miejscu Pałacu

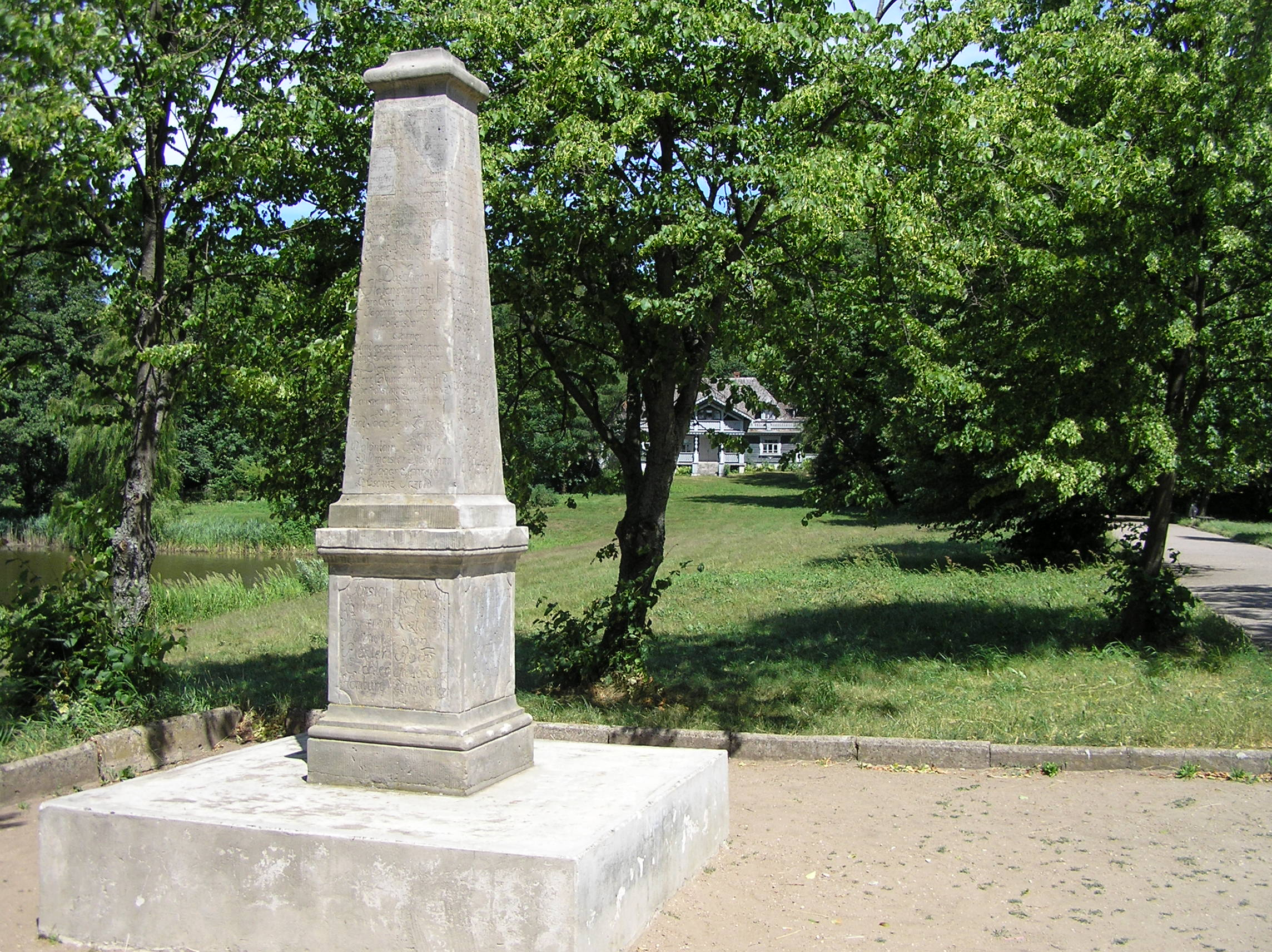
Obelisk stojący w Parku Pałacowym wzniesiony na pamiątkę polowania Augusta III Sasa w 1752

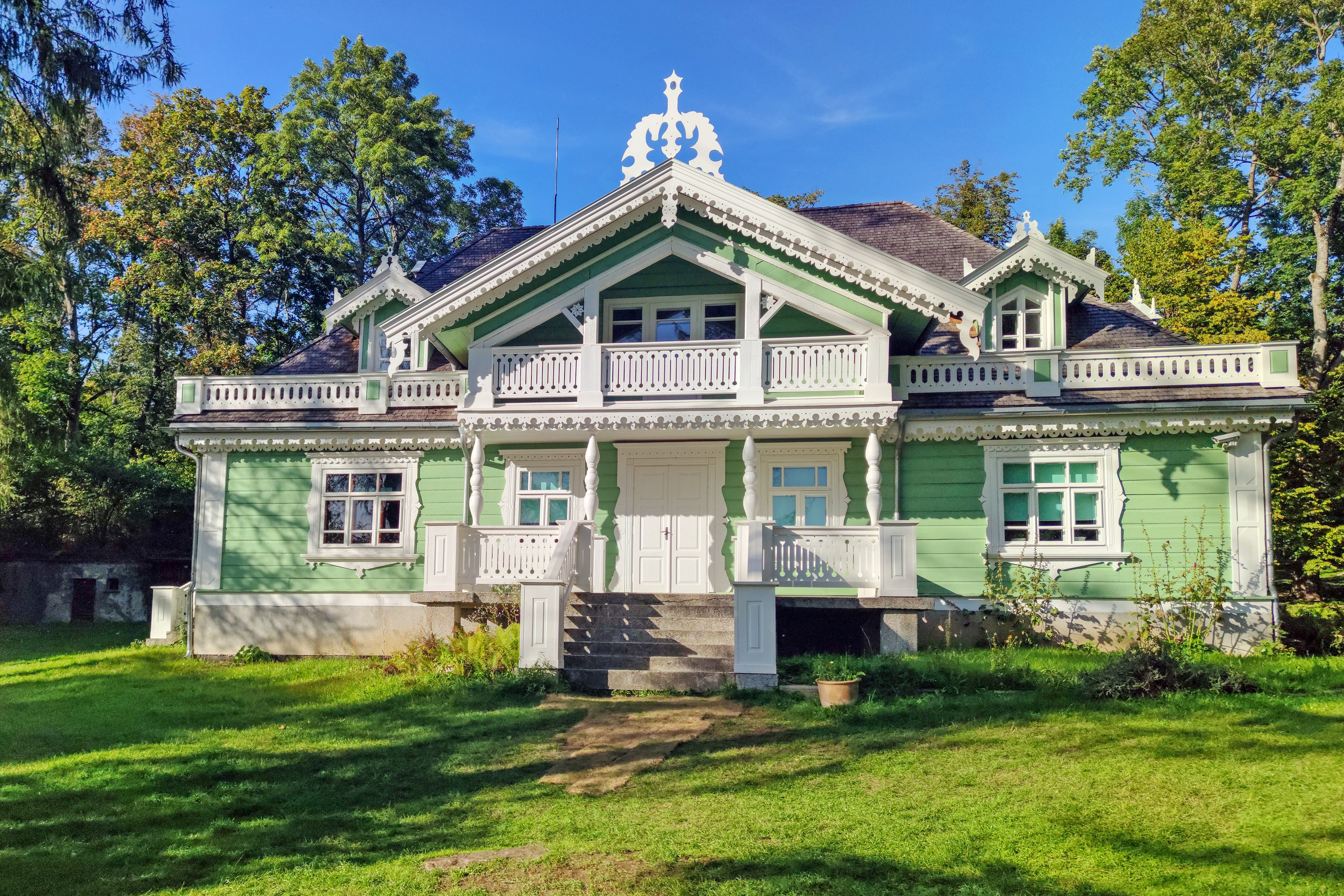
Dworek Gubernatora w parku pałacowym, starszy o 50 lat od samego pałacu

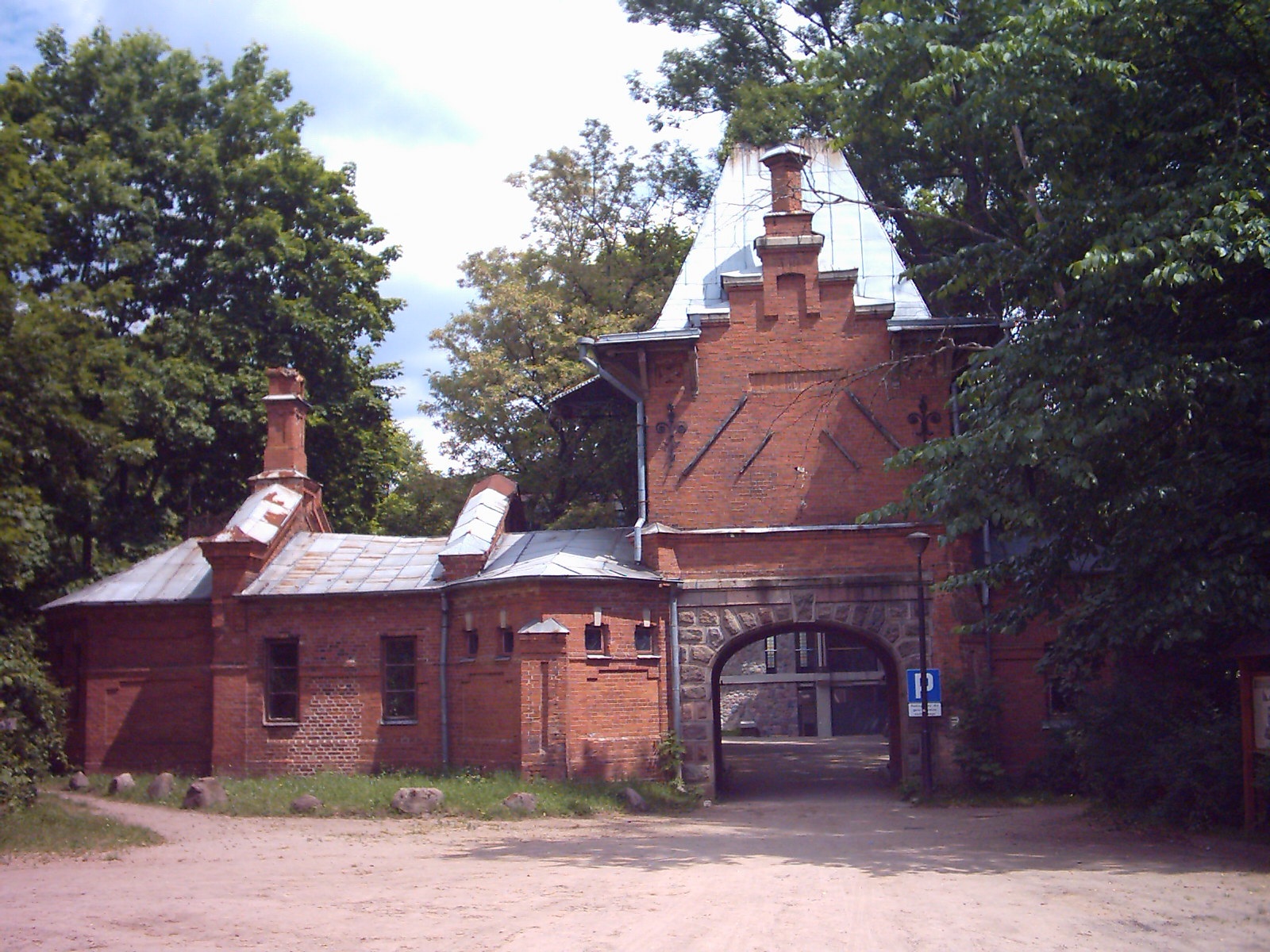
Brama pałacowa, pozostałość po pałacu carskim w Białowieży. Mieściła się w niej wartownia i zbrojownia. Obiekt ten w 20 października 1981 został wpisany do rejestru zabytków. Od maja 2009 w pomieszczeniach funkcjonuje tu prywatna Galeria w Bramie Carskiej

Pałac w Białowieży – pałac zbudowany w Puszczy Białowieskiej, w miejscowości Białowieża w 1894 na polecenie cara Aleksandra III. W 1944 spalony, w 1961 rozebrany – zachowała się jedynie brama pałacowa.

## Dwory królewskie
Podczas wykopalisk archeologicznych odkryto pozostałości dworu z drugiej połowy XVI wieku, które można wiązać z polowaniami w puszczy królów Zygmunta Augusta i Stefana Batorego. Kolejny dwór królewski wzmiankowany był w Białowieży w 1639 w czasach panowania królów z dynastii Wazów. Najprawdopodobniej w tym dworze zatrzymywali się podczas polowań Władysław IV Waza (w 1643) i Jan Kazimierz Waza (w 1650). Dwór Wazów istniał do około 1658, gdy został spalony podczas walk prowadzonych przez Pawła Sapiehę z wojskami moskiewskimi. We współczesnej Białowieży próżno szukać pozostałości dworu Wazów, pozostał natomiast jeden materialny ślad z tej epoki, w postaci dzwonu z napisem Anno Domini 1661 MW wiszącego w prawosławnej cerkwi cmentarnej. W XVIII wieku w pobliżu miejsca po dworze Wazów zbudowano nowy dwór myśliwski i w nim zatrzymał się we wrześniu 1752 król August III Sas w towarzystwie królowej Marii Józefy i dwóch synów (pamiątką po odbytym wtedy polowaniu jest obelisk z piaskowca z pamiątkowym napisem). Dwór z czasów saskich był wzmiankowany też w inwentarzu z 1773. W 1784 w dworze przybywał król Stanisław August Poniatowski. Przed jego przyjazdem bratanek króla, podskarbi wielki litewski Stanisław Poniatowski, wyremontował budynek i dobudował widoczne na zachowanych widokach z epoki dwie oficyny – kuchenną i gościnną. Dawny dwór królów Polski został prawdopodobnie zniszczony około 1831 w czasie walk prowadzonych w puszczy podczas powstania listopadowego.

## Pałac z XIX wieku
W 1889 kilkadziesiąt metrów na południe od miejsca gdzie stał dwór polskich królów, car Aleksander III polecił rozpoczęcie budowy pałacu według projektu znanego polskiego architekta z Wilna Tadeusza Marii Rostworowskiego we współpracy z Mikołajem de Rochefortaem. Budowę ukończono w 1894 kosztem 542 tys. rubli. Pałac był dwukondygnacyjny, podpiwniczony, posiadał pomieszczenia mieszkalne na strychu oraz wieże od wschodu i zachodu. Drewno użyte przy dekorowaniu poszczególnych sal i pokojów było specjalnie przygotowywane: gotowano je przez dłuższy czas w wodzie, a potem suszono. W ten sposób uzyskało ciemną barwę. Na ścianach znajdowały leśne obrazki wykonane przez Zdzisława Jasieńskiego oraz plastyków z Akademii Petersburskiej. Elementy wykończeniowe drzwi, okien, luster, stojących świeczników zdobiono polerowanym i zaczernianym żelazem połączonym z brązem. W komnatach parkiety zostały ułożone na cienkiej warstwie suchego piasku eliminując w ten sposób skrzypienie podłogi. Zastosowano wypalane ornamenty. W podziemiach znajdowały się składnice win przeróżnych gatunków, w zachodnim skrzydle mieściły się kuchnie. Jedna z sal była wyklejona znaczkami pocztowymi.
Kiedy w 1897 doprowadzona została linia kolejowa, powstał dworzec Białowieża Pałac, (kilka lat później również Białowieża Towarowa). W 1915 wycofujące się wojska rosyjskie ewakuowały wyposażenie pałacu (do dziś w Moskwie). Opustoszały pałac zajęły oddziały niemieckie w sierpniu 1915. Pisarz Wilhelm Feldmann wkraczający wówczas wraz z wojskiem do Białowieży określił pałac jako „budowlę bez gustu w pseudogotyckim stylu”. W 1922 polskie władze powiatowe po remoncie zaadaptowały pomieszczenia pałacu na funkcje administracyjne. Niedługo jednak powiat zlikwidowano i gmach stał nieużytkowany. W części pomieszczeń lewego skrzydła urządzono muzeum puszczańskie i bibliotekę. Część pomieszczeń zajęła angielska firma Century. Dla katolickich mieszkańców wsi w latach 1921–1934 w dawnej pałacowej jadalni czynna była kaplica (wejście prowadziło przez taras). Od 1929 do 1936 w zachodniej części pałacu umieszczono Państwową Szkołę dla Leśniczych. W części budynku urządzono apartamenty dla prezydenta Ignacego Mościckiego, który odwiedził Białowieżę po raz pierwszy w 1930.
W pałacu byli goszczeni między innymi kompozytor Feliks Nowowiejski, węgierski regent Miklós Horthy, włoski minister spraw zagranicznych Galeazzo Ciano, Stefan Starzyński, Hermann Göring i Heinrich Himmler, przebywający w Białowieży na polowaniach. Tydzień przed wybuchem II wojny światowej w zachodniej części pałacu ulokowano szpital wojenny nr 502, ewakuowany na wschód 11 września. Oficerowie stanowiący personel tego szpitala zostali wywiezieni przez Rosjan do Ostaszkowa. Po 17 września w pałacu przebywali ranni polscy żołnierze, którymi opiekowali się mieszkańcy wsi i operujący około 20 września w okolicy żołnierze Podlaskiej Brygady Kawalerii. W okresie okupacji sowieckiej w latach 1939–1941 została podjęta próba utworzenia w pałacu radzieckiego ośrodka naukowego. Po zajęciu Białowieży przez Niemców, w pałacu mieścił się sztab do walki z partyzantką. W nocy z 16 na 17 lipca 1944 w pałacu wybuchł pożar wzniecony przez wspierające Niemców oddziały węgierskie.
W 1958 zapadła decyzja o rozbiórce pałacu. W 1961 pałac został rozebrany. Na jego miejscu wzniesiono nowy budynek, w którym znajduje się dyrekcja Białowieskiego Parku Narodowego, muzeum przyrodnicze, restauracja i hotel.

## Otoczenie
Wokół pałacu założono w 1895 Park Pałacowy w stylu angielskim, który zaprojektował Walerian Kronenberg. U podnóża pałacowego wzgórza, w dolinie rzeki Narewki, wykopano dwa stawy z wysepkami pomiędzy którymi znajduje się grobla z obeliskiem z 1752 ustawionym na pamiątkę pobytu w Białowieży króla Polski Augusta III Sasa. Ziemia ze stawów została użyta do użyźnienia obejścia pałacowego z myślą o założeniu kwietników. Stawy wraz z rzeką Narewką stanowią południową granicę parku, gdzie dawniej stała jedna z bram wejściowych do parku. Na wschód od pałacu powstał Park Dyrekcyjny, przy którym umieszczono siedzibę Zarządu Apanażowego Puszczy.

## Komunikacja
Kiedy w 1897 doprowadzona została linia kolejowa, powstał dworzec Białowieża Pałac, (kilka lat później również Białowieża Towarowa). W 1903 doprowadzono szosę z Hajnówki. W 1915 wycofujące się wojska rosyjskie ewakuowały wyposażenie pałacu (do dziś do obejrzenia w Moskwie).